# Aleksandr Kiprijanov
Aleksandr Kiprijanov, född 1967, är en rysk bandyspelare som spelat i bland annat HK Vodnik i Archangelsk, Ryssland, Frillesås BK och Skutskärs IF i Sverige. 